# Amalia (pel·lícula)
Amalia és una pel·lícula muda argentina estrenada el 1914, amb guió i direcció d'Enrique García Velloso segons la novel·la homònima de José Mármol. La seva importància és deguda al fet que va ser el primer llargmetratge produït a l'Argentina. En aquest film van actuar actors aficionats de l'alta societat portenya i es va estrenar amb finalitats benèfiques al Teatro Colón. En 1936 Luis José Moglia Barth va dirigir una altra pel·lícula basada en la mateixa novel·la, aquesta vegada amb so.

## Repartiment
- Dora Huergo com La Negra
- Lola Marcó del Pont com a Senyora Dupasquier

## Música
També hi ha una òpera amb aquest nom, escrita pel compositor alemany John Frederick Lampe (1703-1756).